# Лари Џонсон
Лари Џонсон (енгл. Lawrence Demetric Johnson; Тајлер, Тексас, 14. март 1969) бивши је амерички кошаркаш. Играо је на позицији крилног центра.

## Успеси

### Репрезентативни
- Светско првенство:
  -  1994.

- Универзијада:
  -  1989.

- Светско првенство до 19 година:
  -  1987.

### Појединачни
- НБА Ол-стар меч (2): 1993, 1995.
- Идеални тим НБА — друга постава (1): 1992/93.
- НБА новајлија године: 1992.
- Идеални тим новајлија НБА — прва постава: 1991/92.